# Học viện Chính trị (Quân đội nhân dân Việt Nam)
Học viện Chính trị  trực thuộc Bộ Quốc phòng Việt Nam là một học viện quân sự cấp trung, là trung tâm đào tạo cán bộ chính trị cấp trung, sư đoàn, cán bộ cấp chiến thuật, chiến dịch. Ngoài ra, Học viện còn đảm nhiệm bồi dưỡng kiến thức quốc phòng và an ninh cho cán bộ cấp cục, vụ, viện của Bộ, ban, ngành Trung ương (lớp đối tượng 2).
Trụ sở chính đặt tại 124 phố Ngô Quyền, phường Quang Trung, quận Hà Đông, thành phố Hà Nội.

## Lịch sử hình thành
- Tháng 7 năm 1951, Tổng quân uỷ đã ra Quyết định thành lập Trường Chính trị Trung cấp của Quân đội nhân dân Việt Nam. Ngày 28 tháng 8 năm 1951, khoá học đầu tiên (khoá I) của Nhà trường chính thức khai mạc tại bản Nà Lang, xã Phượng Tiến, huyện Định Hoá, tỉnh Thái Nguyên.
- Từ ngày thành lập đến năm 1954, nhà trường được Chủ tịch Hồ Chí Minh về thăm và huấn thị 3 lần (25/10/1951; 3/1952 và 5/1953). Để ghi nhớ công ơn của Chủ tịch Hồ Chí Minh và sự kiện lần đầu ông về thăm Học viện, thể theo nguyện vọng của các thế hệ cán bộ, giảng viên, học viên, nhân viên, chiến sĩ, Quân uỷ Trung ương, Bộ trưởng Bộ Quốc phòng quyết định lấy ngày 25 tháng 10 năm 1951 là ngày truyền thống Học viện Chính trị.
- Học viện Chính trị đã từng đóng quân tại các địa điểm:

1. Xã Phượng Tiến, huyện Định Hoá , tỉnh Thái Nguyên (7/1951 - 6/1956)
2. Khu Ba Đình, Hà Nội (6/1956 - 2/1965)
3. Xã Ngọc Tảo, huyện Thạch Thất, tỉnh Hà Tây (2/1965 - 3/1965)
4. Thị xã Lạng Sơn, tỉnh Lạng Sơn (4/1965-8/1965)
5. Huyện Phú Bình, huyện Tân Yên, tỉnh Bắc Giang; huyện Phổ Yên, tỉnh Thái Nguyên (8/1965 - 4/1966)
6. Huyện Yên Lạc, tỉnh Vĩnh Phúc (4/1966 - 1968)
7. Huyện Đông Anh, Hà Nội; huyện Yên Lãng, tỉnh Vĩnh Phúc; huyện Phổ Yên, tỉnh Thái Nguyên (1969 - 1976)
8. Thị xã Hà Đông, tỉnh Hà Tây (1977 - 1995)
9. Thị xã Hà Đông, tỉnh Hà Tây và thị xã Bắc Ninh, tỉnh Bắc Ninh (1996 - 2008)
10. Quận Hà Đông, Hà Nội (11/2008 - nay)

- Tên gọi của Học viện Chính trị qua các thời kỳ:

1. Trường Chính trị Trung cấp  (7/1951 - 5/1956)
2. Trường Lý luận chính trị (6/1956 - 2/1958)
3. Trường Chính trị trung cao cấp (3/1958 - 2/1961)
4. Hệ Chính trị, Học viện Quân chính (3/1961 - 4/1965)
5. Học viện Chính trị (5/1965 - 1/1982)
6. Học viện Chính trị Quân sự (2/1982 - 10/2008)
7. Học viện Chính trị (từ tháng 11/2008 - nay)

## Đối tượng đào tạo, bồi dưỡng

### Đào tạo
- Đào tạo Chính uỷ cấp trung, sư đoàn binh chủng hợp thành.
- Đào tạo chính uỷ cấp trung, sư đoàn quân chủng Phòng không - Không quân; Hải quân; Bộ đội biên phòng; Cảnh sát biển.
- Đào tạo giảng viên Khoa học xã hội & Nhân văn cấp Trung đoàn.
- Đào tạo ngắn hạn cán bộ chính trị cấp trung đoàn.
- Đào tạo Công tác đảng, Công tác chính trị cho cán bộ cao cấp Quân đội Hoàng gia Cam-pu-chia.
- Đào tạo Thạc sĩ, Tiến sĩ.
- Đào tạo cán bộ chính trị cấp trung đoàn binh chủng hợp thành cho Quân đội nhân dân Lào.
- Đào tạo thạc sĩ các chuyên ngành cho Quân đội nhân dân Lào.
- Đào tạo giáo viên Khoa học Xã hội và Nhân văn cho Quân đội nhân dân Lào.

### Bồi dưỡng
- Bồi dưỡng lý luận chính trị cao cấp
- Bồi dưỡng lý luận chính trị và nghiệp vụ Công tác đảng, Công tác chính trị cho cán bộ doanh nghiệp quân đội
- Bồi dưỡng lý luận chính trị cao cấp Quân đội nhân dân Việt Nam (Bổ túc A)
- Bồi dưỡng kiến thức Quốc phòng an ninh cho cán bộ chủ chốt cấp Cục, Vụ, Viện của các Bộ, Ban, Ngành Trung ương

## Cơ cấu tổ chức

### Ban Lãnh đạo hiện nay
| Chức vụ      | Họ và tên       | Cấp bậc | Học hàm, học vị      |
| ------------ | --------------- | ------- | -------------------- |
| Giám đốc     | Đặng Sỹ Lộc     |         |                      |
| Chính ủy     | Nguyễn Bá Hùng  |         | Phó Giáo sư, Tiến sĩ |
| Phó Giám đốc | Lương Thanh Hân |         | Phó Giáo sư, Tiến sĩ |
| Phó Giám đốc | Phạm Đức Lâm    |         |                      |
| Phó Giám đốc | Đàm Minh Diện   |         |                      |
| Phó Chính ủy | Nguyễn Văn Tháp |         | Thạc sỹ              |
| Phó Chính ủy | Vũ Đức Long     |         |                      |

### Các đơn vị trực thuộc
| Tên đơn vị                                                                                     | Thành lập                     |                | Thủ trưởng đơn vị  | Thủ trưởng đơn vị | Thủ trưởng đơn vị    |
| Tên đơn vị                                                                                     | Thành lập                     |                | Họ và tên          | Cấp bậc           | Học hàm, học vị      |
| Các phòng, ban                                                                                 | Các phòng, ban                | Các phòng, ban | Các phòng, ban     | Các phòng, ban    | Các phòng, ban       |
| ---------------------------------------------------------------------------------------------- | ----------------------------- | -------------- | ------------------ | ----------------- | -------------------- |
| Văn phòng (P1)                                                                                 | 15.4.1958 (67 năm, 43 ngày)   |                | Nguyễn Tiến Đức    | Đại tá            |                      |
| Phòng Hậu cần - Kỹ thuật (P2)                                                                  | 18.8.1963 (61 năm, 283 ngày)  |                | Cao Văn Âu         | Đại tá            |                      |
| Phòng Sau đại học (P3)                                                                         | 18.3.1987 (38 năm, 71 ngày)   |                | Lê Trọng Tuyến     | Đại tá            | Phó Giáo sư, Tiến sĩ |
| Phòng Chính trị (P4)                                                                           | 20.7.1951 (73 năm, 312 ngày)  |                | Cao Văn Khuy       | Đại tá            | Thạc sỹ              |
| Phòng Đào tạo (P5)                                                                             | 11.4.1951 (74 năm, 47 ngày)   |                | Đỗ Huy Hà          | Đại tá            | Phó Giáo sư, Tiến sĩ |
| Phòng Khoa học Quân sự (P6)                                                                    | 2.7.1961 (63 năm, 330 ngày)   |                | Nguyễn Bá Hùng     | Đại tá            | Phó Giáo sư, Tiến sĩ |
| Phòng Thông tin Khoa học Quân sự (P7)                                                          | 23.12.1976 (48 năm, 156 ngày) |                | Nguyễn Thanh Bình  | Đại tá            | Tiến sĩ              |
| Ban Tài chính (P8)                                                                             | 12.7.1955 (69 năm, 320 ngày)  |                | Vũ Hoàng Hải       | Trung tá          | Thạc sỹ              |
| Ban Khảo thí và bảo đảm chất lượng giáo dục (P9)                                               | 28.12.2009 (15 năm, 151 ngày) |                | Nguyễn Văn Hà      | Đại tá            | Thạc sỹ              |
| Ban Quản lý dự án (P10)                                                                        | 28.6.2013 (11 năm, 334 ngày)  |                |                    |                   |                      |
| Các khoa giáo viên                                                                             |                               |                |                    |                   |                      |
| Khoa Triết học Marx-Lenin (K1)                                                                 | 28.6.1956 (68 năm, 334 ngày)  |                | Hà Đức Long        | Đại tá            | Phó Giáo sư, Tiến sĩ |
| Khoa Lịch sử Đảng Cộng sản Việt Nam (K2)                                                       | 2.7.1961 (63 năm, 330 ngày)   |                | Nguyễn Văn Trường  | Thượng tá         | Tiến sĩ              |
| Khoa Công tác Đảng, công tác chính trị (K3)                                                    | 10.9.1951 (73 năm, 260 ngày)  |                | Hoàng Mạnh Hưng    | Đại tá            | Tiến sĩ              |
| Khoa Chiến thuật - Chiến dịch (K4)                                                             | 26.10.1965 (59 năm, 214 ngày) |                | Lê Quang Trung     | Đại tá            | Tiến sĩ              |
| Khoa Kinh tế chính trị (K5)                                                                    | 10.10.1957 (67 năm, 230 ngày) |                | Trịnh Xuân Việt    | Đại tá            | Tiến sĩ              |
| Khoa Lịch sử Nghệ thuật Quân sự (K6)                                                           | 3.8.1999 (25 năm, 298 ngày)   |                | Nguyễn Danh Phương | Đại tá            | Tiến sĩ              |
| Khoa Chủ nghĩa xã hội khoa học (K7)                                                            | 15.3.1972 (53 năm, 74 ngày)   |                | Lê Xuân Thủy       | Đại tá            | Phó Giáo sư, Tiến sĩ |
| Khoa Binh chủng (K8)                                                                           | 7.9.1983 (41 năm, 263 ngày)   |                | Vũ Đình Anh        | Đại tá            | Thạc sỹ              |
| Khoa Quân chủng (K9)                                                                           | 18.9.1992 (32 năm, 283 ngày)  |                | Bùi Văn Minh       | Đại tá            | Tiến sĩ              |
| Khoa Ngoại ngữ (K10)                                                                           | 21.6.1983 (41 năm, 341 ngày)  |                | Nguyễn Thị Lâm Anh | Đại tá            | Tiến sĩ              |
| Khoa Tâm lý học Quân sự (K11)                                                                  | 23.12.1976 (48 năm, 156 ngày) |                | Tạ Quang Đàm       | Đại tá            | Tiến sĩ              |
| Khoa Sư phạm Quân sự (K12)                                                                     | 10.3.1971 (54 năm, 79 ngày)   |                | Nguyễn Thanh Hà    | Đại tá            | Tiến sĩ              |
| Khoa Hồ Chí Minh học (K13)                                                                     | 5.10.1994 (30 năm, 235 ngày)  |                | Nguyễn Hữu Lập     | Đại tá            | Phó Giáo sư, Tiến sĩ |
| Khoa Nhà nước và Pháp luật (K14)                                                               | 5.10.1994 (30 năm, 235 ngày)  |                | Nguyễn Hữu Phúc    | Đại tá            | Tiến sĩ              |
| Các đơn vị quản lý học viên                                                                    |                               |                |                    |                   |                      |
| Hệ Đào tạo cán bộ chính trị chiến thuật - chiến dịch (H1)                                      | 24.8.1981 (43 năm, 277 ngày)  |                | Cao Hồng Phong     | Đại tá            | Thạc sỹ              |
| Hệ Đào tạo giáo viên khoa học xã hội nhân văn quân sự (H2)                                     | 15.6.1956 (68 năm, 347 ngày)  |                | Đặng Văn Ngọc      | Đại tá            | Thạc sỹ              |
| Hệ Bồi dưỡng lý luận chính trị trung, cao cấp; đào tạo ngắn chính ủy cấp trung đoàn (H3)       | 23.12.1976 (48 năm, 156 ngày) |                | Nguyễn Công Huynh  | Đại tá            | Thạc sỹ              |
| Hệ Đào tạo học viên quốc tế (H4)                                                               | 22.9.1976 (48 năm, 248 ngày)  |                | Nguyễn Văn Cường   | Đại tá            | Thạc sỹ              |
| Hệ Đào tạo sau đại học (H5)                                                                    | 11.9.1993 (31 năm, 259 ngày)  |                | Nguyễn Thanh Thông | Đại tá            | Thạc sỹ              |
| Hệ Bồi dưỡng nghiệp vụ công tác Đảng, công tác chính trị và giáo dục quốc phòng - an ninh (H6) | 28.12.2009 (15 năm, 151 ngày) |                | Trần Văn Cường     | Đại tá            | Thạc sỹ              |
| Các đơn vị khác                                                                                |                               |                |                    |                   |                      |
| Viện Khoa học xã hội và Nhân văn Quân sự                                                       | 29.4.1999 (26 năm, 29 ngày)   |                | Phạm Văn Sơn       | Đại tá            | Phó Giáo sư, Tiến sĩ |
| Tạp chí Giáo dục Lý luận chính trị Quân sự                                                     | 28.12.1983 (41 năm, 151 ngày) |                | Trần Xuân Phú      | Đại tá            | Tiến sĩ              |

## Khen thưởng
- Huân chương Sao Vàng  (4/2011)
- Huân chương Hồ Chí Minh  (2 lần)
- Huân chương Quân công  hạng Nhất (3 lần)
- Huân chương Chiến công  hạng Nhất
- Anh hùng Lực lượng vũ trang nhân dân  trong thời kỳ kháng chiến chống Mỹ, cứu nước
- Anh hùng Lực lượng vũ trang nhân dân  (10/2021)

## Lãnh đạo qua các thời kỳ

### Giám đốc
- Đại tướng Nguyễn Chí Thanh
- 1967 - 1971: Thiếu tướng Lê Hiến Mai
- 1974 - 1981: Trung tướng Lê Quang Đạo
- 1981 - 1992: Trung tướng, Giáo sư Lê Xuân Lựu
- 1992 - 2001: Trung tướng, Giáo sư Trần Xuân Trường
- 2001 - 2010: Trung tướng, Phó Giáo sư, Tiến sĩ Lê Minh Vụ
- 2010 - 2013: Trung tướng, Tiến sĩ Nguyễn Tiến Quốc
- 2013 - 2016: Trung tướng, Phó Giáo sư, Tiến sĩ Nguyễn Đình Minh
- 2016 - 02/2025: Trung tướng, Phó Giáo sư, Tiến sĩ Nguyễn Văn Bạo, nguyên Viện trưởng Viện Lịch sử Quân sự
- 1/03/2025 - Nay : Trung tướng (2025) Đặng Sỹ Lộc

### Chính ủy/Phó Giám đốc về Chính trị
- 1988 - 1988, Thiếu tướng Ngô Văn Ry
- 2000 - 2005, Thiếu tướng Trần Danh Bích
- 2007 - 2010,Trung tướng Nguyễn Tiến Quốc
- 2010 - 2017, Trung tướng Trần Đức Nhân, nguyên Chủ nhiệm Chính trị Quân khu 3
- 2017 - 4.2023, Trung tướng Phạm Tiến Dũng, nguyên Chính ủy Quân đoàn 4
- 4.2023-9.2024, Trung tướng Trương Thiên Tô, nguyên Phó Chính ủy Quân khu 5
- 9.2024-nay, Thiếu tướng Nguyễn Bá Hùng, Nguyên phó Giám đốc Học viện Chính trị

### Phó Giám đốc
- 1973 - 1975, Thiếu tướng Hoàng Minh Thi, sau là Tư lệnh Quân khu 4
- 1974 - 1975, Thiếu tướng Hoàng Trà
- 1976 - 1984, Thiếu tướng Thái Lâm
- 1978 - 1988, Thiếu tướng Nguyễn Duy Sơn
- 2004 - 2010, Thiếu tướng Phạm Văn Nhệch
- 2006 - 2011, Thiếu tướng Trương Thành Trung
- 2006 - 2014, Thiếu tướng, Giáo sư, Tiến sĩ Nguyễn Văn Tài
- 2010 - 2018, Thiếu tướng Nguyễn Minh Khải
- 2011 - 2016, Thiếu tướng Nguyễn Văn Đoàn
- 2014 - 2020, Thiếu tướng Nguyễn Văn Thế
- 2016 - nay, Thiếu tướng Phạm Đức Lâm, nguyên Phó Tham mưu trưởng Quân khu 3[5]
- 2018 - nay, Thiếu tướng, Phó Giáo sư, Tiến sĩ Nguyễn Văn Dũng
- 2020 - 02/2025, Thiếu tướng, PGS. TS Đặng Sỹ Lộc
- 1/03/2025 - Nay, Đại tá Đại tá Đàm Minh Diện, nguyên Phó tham mưu trưởng Quân khu 1

### Phó Chính ủy
- 2011 - 2013, Thiếu tướng Vũ Hữu Luận, nguyên Cục trưởng Cục Chính sách
- 2013 - 2020, Thiếu tướng Nguyễn Quang Phát
- 2014 - 2016, Thiếu tướng Chu Công Phu, nguyên Chính ủy Quân đoàn 3[6]
- 2016 - 2019, Thiếu tướng Vũ Công Toàn[7]
- 2019 - nay, Thiếu tướng Nguyễn Văn Tháp, nguyên Phó Chủ nhiệm Chính trị Quân khu 4
- 2020 - nay, Thiếu tướng Vũ Đức Long, nguyên Phó Chính ủy Trường Sĩ quan Lục quân 2